# Lago Vista (condado de Starr)
Lago Vista es un lugar designado por el censo ubicado en el condado de Starr en el estado estadounidense de Texas. En el Censo de 2010 tenía una población de 115 habitantes y una densidad poblacional de 100,68 personas por km².

## Geografía
Lago Vista se encuentra ubicado en las coordenadas 26°33′52″N 99°6′28″O / 26.56444, -99.10778. Según la Oficina del Censo de los Estados Unidos, Lago Vista tiene una superficie total de 1.14 km², de la cual 1.14 km² corresponden a tierra firme y (0%) 0 km² es agua.

## Demografía
Según el censo de 2010, había 115 personas residiendo en Lago Vista. La densidad de población era de 100,68 hab./km². De los 115 habitantes, Lago Vista estaba compuesto por el 95.65% blancos, el 0% eran afroamericanos, el 0% eran amerindios, el 0% eran asiáticos, el 0% eran isleños del Pacífico, el 4.35% eran de otras razas y el 0% pertenecían a dos o más razas. Del total de esta población el 98.26% eran hispanos o latinos de cualquier raza.